# Squash-Mannschaftsweltmeisterschaft 2024/Herren/Kader
Dieser Artikel enthält die Kader der 26 Nationalmannschaften der Herren bei der Squash-Mannschaftsweltmeisterschaft 2024 in Hongkong.

## Gruppe A

### Ägypten
| Agypten | Rang | Name              | Geburtsdatum   | WRL | Einsätze | Siege | Niederlagen |
| ------- | ---- | ----------------- | -------------- | --- | -------- | ----- | ----------- |
| Agypten | 1.   | Ali Farag         | 22. April 1992 | 1   | 5        | 5     | ―           |
| Agypten | 2.   | Mostafa Asal      | 9. Mai 2001    | 2   | 3        | 3     | ―           |
| Agypten | 3.   | Mazen Hesham      | 29. März 1994  | 5   | 4        | 3     | 1           |
| Agypten | 4.   | Karim Abdel Gawad | 30. Juli 1991  | 7   | 3        | 3     | ―           |

### Spanien
| Spanien | Rang | Name         | Geburtsdatum      | WRL | Einsätze | Siege | Niederlagen |
| ------- | ---- | ------------ | ----------------- | --- | -------- | ----- | ----------- |
| Spanien | 1.   | Iker Pajares | 22. März 1996     | 25  | 6        | 4     | 2           |
| Spanien | 2.   | Iván Pérez   | 17. Dezember 2000 | 102 | 6        | 2     | 4           |
| Spanien | 3.   | Edmon López  | 16. Juli 1996     | 254 | 2        | 1     | 1           |
| Spanien | 4.   | Hugo Varela  | 30. Juni 1992     | ―   | 3        | ―     | 3           |

### Japan
| Japan | Rang | Name             | Geburtsdatum      | WRL | Einsätze | Siege | Niederlagen |
| ----- | ---- | ---------------- | ----------------- | --- | -------- | ----- | ----------- |
| Japan | 1.   | Ryūnosuke Tsukue | 7. April 2002     | 57  | 1        | ―     | 1           |
| Japan | 2.   | Tomotaka Endō    | 14. März 2005     | 122 | 6        | 2     | 4           |
| Japan | 3.   | Naoki Hayashi    | 20. Dezember 1995 | 204 | 6        | 4     | 2           |
| Japan | 4.   | Shōta Yasunari   | 7. April 2002     | 232 | 5        | 3     | 2           |

## Gruppe B

### England
| England | Rang | Name               | Geburtsdatum    | WRL | Einsätze | Siege | Niederlagen |
| ------- | ---- | ------------------ | --------------- | --- | -------- | ----- | ----------- |
| England | 1.   | Mohamed Elshorbagy | 12. Januar 1991 | 9   | 5        | 3     | 2           |
| England | 2.   | Marwan Elshorbagy  | 30. Juli 1993   | 11  | 3        | 3     | ―           |
| England | 3.   | Nathan Lake        | 3. Juli 1992    | 36  | 2        | 1     | 1           |
| England | 4.   | Curtis Malik       | 26. Juli 1999   | 35  | 5        | 4     | 1           |

### Kanada
| Kanada | Rang | Name              | Geburtsdatum     | WRL | Einsätze | Siege | Niederlagen |
| ------ | ---- | ----------------- | ---------------- | --- | -------- | ----- | ----------- |
| Kanada | 1.   | David Baillargeon | 14. März 1996    | 58  | 6        | 2     | 4           |
| Kanada | 2.   | Salah Eltorgman   | 30. Oktober 2002 | 100 | 5        | 5     | ―           |
| Kanada | 3.   | Connor Turk       | 12. Januar 1994  | 153 | 2        | ―     | 2           |
| Kanada | 4.   | Graeme Schnell    | 7. Mai 1988      | ―   | 4        | 2     | 2           |

### Nigeria
| Nigeria | Rang | Name                 | Geburtsdatum       | WRL | Einsätze | Siege | Niederlagen |
| ------- | ---- | -------------------- | ------------------ | --- | -------- | ----- | ----------- |
| Nigeria | 1.   | Babatunde Ajagbe     | 25. Juni 1987      | 312 | 4        | 2     | 2           |
| Nigeria | 2.   | Adegoke Onaopemipo   | 25. September 1999 | 132 | 6        | 3     | 3           |
| Nigeria | 3.   | Gabriel Olufunmilayo | 2. April 2000      | 146 | 5        | 2     | 3           |
| Nigeria | 4.   | Samuel Kehinde       | 12. Januar 1998    | 276 | 5        | 4     | 1           |

## Gruppe C

### Frankreich
| Frankreich | Rang | Name                | Geburtsdatum    | WRL | Einsätze | Siege | Niederlagen |
| ---------- | ---- | ------------------- | --------------- | --- | -------- | ----- | ----------- |
| Frankreich | 1.   | Victor Crouin       | 16. Juni 1999   | 12  | 5        | 4     | 1           |
| Frankreich | 2.   | Baptiste Masotti    | 5. Juni 1995    | 24  | 2        | 1     | 1           |
| Frankreich | 3.   | Sébastien Bonmalais | 6. Februar 1998 | 21  | 4        | 4     | ―           |
| Frankreich | 4.   | Grégoire Marche     | 3. März 1990    | 27  | 2        | 2     | ―           |

### Tschechien
| Tschechien | Rang | Name            | Geburtsdatum      | WRL | Einsätze | Siege | Niederlagen |
| ---------- | ---- | --------------- | ----------------- | --- | -------- | ----- | ----------- |
| Tschechien | 1.   | Viktor Byrtus   | 17. Februar 2001  | 119 | 6        | 2     | 4           |
| Tschechien | 2.   | Jakub Solnický  | 16. Dezember 1994 | 129 | 4        | 2     | 2           |
| Tschechien | 3.   | Daniel Mekbib   | 4. Juli 1992      | 131 | 3        | 1     | 2           |
| Tschechien | 4.   | Ondřej Vorlíček | 3. März 2000      | 156 | 1        | ―     | 1           |

### Südkorea
| Korea Sud | Rang | Name          | Geburtsdatum      | WRL | Einsätze | Siege | Niederlagen |
| --------- | ---- | ------------- | ----------------- | --- | -------- | ----- | ----------- |
| Korea Sud | 1.   | Ryu Jeong-min | 18. November 2002 | 229 | 4        | ―     | 4           |
| Korea Sud | 2.   | Na Joo-young  | 7. Dezember 2006  | 255 | 6        | 3     | 3           |
| Korea Sud | 3.   | Lee Min-woo   | 29. Juli 2002     | 300 | 6        | 3     | 3           |
| Korea Sud | 4.   | Oh Seo-jin    | 26. Mai 2006      | 405 | 5        | 3     | 2           |

## Gruppe D

### Schweiz
| Schweiz | Rang | Name              | Geburtsdatum     | WRL | Einsätze | Siege | Niederlagen |
| ------- | ---- | ----------------- | ---------------- | --- | -------- | ----- | ----------- |
| Schweiz | 1.   | Dimitri Steinmann | 14. Juli 1997    | 18  | 4        | 2     | 2           |
| Schweiz | 2.   | Nicolas Müller    | 24. August 1989  | 23  | 3        | 2     | 1           |
| Schweiz | 3.   | Yannick Wilhelmi  | 12. Oktober 2000 | 50  | 4        | 4     | ―           |
| Schweiz | 4.   | Robin Gadola      | 7. Oktober 1994  | 142 | 2        | 2     | ―           |

### Südafrika
| Sudafrika | Rang | Name               | Geburtsdatum     | WRL | Einsätze | Siege | Niederlagen |
| --------- | ---- | ------------------ | ---------------- | --- | -------- | ----- | ----------- |
| Sudafrika | 1.   | Dewald van Niekerk | 3. Juni 1997     | 85  | 6        | 2     | 4           |
| Sudafrika | 2.   | Damian Groenewald  | 16. Oktober 2003 | 141 | 5        | ―     | 5           |
| Sudafrika | 3.   | Jean-Pierre Brits  | 2. April 1991    | 626 | 1        | ―     | 1           |
| Sudafrika | 4.   | Ruan Olivier       | 5. Juli 1994     | 246 | 1        | ―     | 1           |
| Sudafrika | 5.   | Luhann Groenewald  | 27. Juli 2006    | 350 | 3        | 2     | 1           |

### Australien
| Australien | Rang | Name              | Geburtsdatum       | WRL | Einsätze | Siege | Niederlagen |
| ---------- | ---- | ----------------- | ------------------ | --- | -------- | ----- | ----------- |
| Australien | 1.   | Joseph White      | 28. September 1997 | 90  | 6        | 3     | 3           |
| Australien | 2.   | Rhys Dowling      | 25. März 1995      | 140 | 4        | 2     | 2           |
| Australien | 3.   | Dylan Molinaro    | 8. März 2002       | 195 | 3        | 1     | 2           |
| Australien | 4.   | Brendan Macdonald | 17. November 2003  | 216 | 4        | 2     | 2           |

## Gruppe E

### Malaysia
| Malaysia | Rang | Name              | Geburtsdatum    | WRL | Einsätze | Siege | Niederlagen |
| -------- | ---- | ----------------- | --------------- | --- | -------- | ----- | ----------- |
| Malaysia | 1.   | Eain Yow Ng       | 26. Januar 1998 | 13  | 6        | 6     | ―           |
| Malaysia | 2.   | Sanjay Jeeva      | 3. Juli 1999    | 67  | 6        | 4     | 2           |
| Malaysia | 3.   | Addeen Idrakie    | 5. Januar 1994  | 65  | 2        | ―     | 2           |
| Malaysia | 4.   | Mohd Syafiq Kamal | 1. August 1996  | 108 | 3        | 2     | 1           |

### Schottland
| Schottland | Rang | Name           | Geburtsdatum    | WRL | Einsätze | Siege | Niederlagen |
| ---------- | ---- | -------------- | --------------- | --- | -------- | ----- | ----------- |
| Schottland | 1.   | Greg Lobban    | 12. August 1992 | 20  | 5        | 3     | 2           |
| Schottland | 2.   | Rory Stewart   | 19. Juli 1996   | 55  | 5        | 2     | 3           |
| Schottland | 3.   | Alasdair Prott | 28. Juni 2001   | 161 | 4        | 3     | 1           |
| Schottland | 4.   | Martin Ross    | 8. Juli 1995    | 304 | 1        | 1     | ―           |

### Philippinen
| Philippinen | Rang | Name               | Geburtsdatum   | WRL | Einsätze | Siege | Niederlagen |
| ----------- | ---- | ------------------ | -------------- | --- | -------- | ----- | ----------- |
| Philippinen | 1.   | Reymark Begornia   | 7. August 1992 | 209 | 7        | 3     | 4           |
| Philippinen | 2.   | David Pelino       | 25. Juli 1993  | 285 | 5        | 2     | 3           |
| Philippinen | 3.   | Christopher Buraga | 3. August 2006 | 398 | 4        | ―     | 4           |
| Philippinen | 4.   | Jonathan Reyes     | −              | 430 | 3        | 1     | 2           |

## Gruppe F

### Kolumbien
| Kolumbien | Rang | Name                   | Geburtsdatum      | WRL | Einsätze | Siege | Niederlagen |
| --------- | ---- | ---------------------- | ----------------- | --- | -------- | ----- | ----------- |
| Kolumbien | 1.   | Miguel Ángel Rodríguez | 20. Dezember 1985 | 17  | 4        | 3     | 1           |
| Kolumbien | 2.   | Juan Vargas            | 18. April 1994    | 39  | 3        | 2     | 1           |
| Kolumbien | 3.   | Ronald Palomino        | 20. Dezember 1998 | 78  | 4        | 2     | 2           |
| Kolumbien | 4.   | Matías Knudsen         | 5. Oktober 1999   | 81  | 3        | 1     | 2           |

### Indien
| Indien | Rang | Name                 | Geburtsdatum      | WRL | Einsätze | Siege | Niederlagen |
| ------ | ---- | -------------------- | ----------------- | --- | -------- | ----- | ----------- |
| Indien | 1.   | Abhay Singh          | 3. September 1998 | 54  | 6        | 2     | 4           |
| Indien | 2.   | Velavan Senthilkumar | 26. März 1998     | 45  | 4        | 4     | ―           |
| Indien | 3.   | Veer Chotrani        | 25. Oktober 2001  | 87  | 4        | 3     | 1           |
| Indien | 4.   | Suraj Kumar Chand    | 19. April 2001    | 159 | 1        | ―     | 1           |

### Irland
| Irland | Rang | Name            | Geburtsdatum     | WRL | Einsätze | Siege | Niederlagen |
| ------ | ---- | --------------- | ---------------- | --- | -------- | ----- | ----------- |
| Irland | 1.   | Sam Buckley     | 22. Juni 2001    | 139 | 6        | 3     | 3           |
| Irland | 2.   | Conor Moran     | 14. April 2001   | 340 | 5        | 3     | 2           |
| Irland | 3.   | Oisin Logan     | 14. Februar 1996 | 400 | 5        | 2     | 3           |
| Irland | 4.   | Michael Creaven | 8. Juni 2001     | 351 | 2        | 2     | ―           |

## Gruppe G

### Vereinigte Staaten
| Vereinigte Staaten | Rang | Name               | Geburtsdatum       | WRL | Einsätze | Siege | Niederlagen |
| ------------------ | ---- | ------------------ | ------------------ | --- | -------- | ----- | ----------- |
| Vereinigte Staaten | 1.   | Timothy Brownell   | 12. Juli 1997      | 31  | 5        | 4     | 1           |
| Vereinigte Staaten | 2.   | Spencer Lovejoy    | 14. Mai 1998       | 72  | 7        | 4     | 3           |
| Vereinigte Staaten | 3.   | Nicholas Spizzirri | 23. Dezember 2001  | 138 | 6        | 3     | 3           |
| Vereinigte Staaten | 4.   | Dillon Huang       | 30. September 2001 | 123 | 2        | 2     | ―           |

### Deutschland
| Deutschland | Rang | Name           | Geburtsdatum       | WRL | Einsätze | Siege | Niederlagen |
| ----------- | ---- | -------------- | ------------------ | --- | -------- | ----- | ----------- |
| Deutschland | 1.   | Raphael Kandra | 29. Oktober 1990   | 33  | 7        | 4     | 3           |
| Deutschland | 2.   | Simon Rösner   | 5. November 1987   | ―   | 3        | 1     | 2           |
| Deutschland | 3.   | Yannik Omlor   | 3. September 1996  | 103 | 4        | 3     | 1           |
| Deutschland | 4.   | Valentin Rapp  | 16. September 1992 | 193 | 4        | 3     | 1           |

### Kuwait
| Kuwait | Rang | Name                   | Geburtsdatum     | WRL | Einsätze | Siege | Niederlagen |
| ------ | ---- | ---------------------- | ---------------- | --- | -------- | ----- | ----------- |
| Kuwait | 1.   | Athbi Hamad            | 19. Januar 1995  | 519 | 6        | 2     | 4           |
| Kuwait | 2.   | Mohammad Alkhanfar     | 22. Februar 1988 | 323 | 7        | 2     | 5           |
| Kuwait | 3.   | Jassim Al Ghareeb      | 12. Juni 2006    | ―   | 6        | 2     | 4           |
| Kuwait | 4.   | Abdulrahman Almaghrabi | 12. Mai 2006     | ―   | 2        | ―     | 2           |

### China
| China Volksrepublik | Rang | Name         | Geburtsdatum      | WRL | Einsätze | Siege | Niederlagen |
| ------------------- | ---- | ------------ | ----------------- | --- | -------- | ----- | ----------- |
| China Volksrepublik | 1.   | Li Haizhen   | 5. Januar 2002    | 253 | 8        | ―     | 8           |
| China Volksrepublik | 2.   | Zhou Penglin | 16. November 2002 | 283 | 7        | ―     | 7           |
| China Volksrepublik | 3.   | Zhang Guanyu | ―                 | ―   | 8        | ―     | 8           |
| China Volksrepublik | 4.   | Yang Nirui   | ―                 | ―   | 1        | ―     | 1           |

## Gruppe H

### Hongkong
| Hongkong | Rang | Name           | Geburtsdatum    | WRL | Einsätze | Siege | Niederlagen |
| -------- | ---- | -------------- | --------------- | --- | -------- | ----- | ----------- |
| Hongkong | 1.   | Lau Tsz-Kwan   | 5. Februar 1996 | 40  | 6        | 2     | 4           |
| Hongkong | 2.   | Henry Leung    | 10. März 1995   | 44  | 6        | 4     | 2           |
| Hongkong | 3.   | Tang Ming-Hong | 23. Juli 1993   | 111 | 4        | 4     | ―           |
| Hongkong | 4.   | Wong Chi-Him   | 8. April 1994   | 109 | 2        | ―     | 2           |

### Pakistan
| Pakistan | Rang | Name           | Geburtsdatum     | WRL | Einsätze | Siege | Niederlagen |
| -------- | ---- | -------------- | ---------------- | --- | -------- | ----- | ----------- |
| Pakistan | 1.   | Asim Khan      | 29. Oktober 1996 | 59  | 7        | 1     | 6           |
| Pakistan | 2.   | Noor Zaman     | 1. April 2004    | 74  | 7        | 5     | 2           |
| Pakistan | 3.   | Nasir Iqbal    | 1. April 1994    | 79  | 7        | 7     | ―           |
| Pakistan | 4.   | Abdullah Nawaz | 2. August 2007   | 547 | ―        | ―     | ―           |

### Peru
| Peru | Rang | Name            | Geburtsdatum       | WRL | Einsätze | Siege | Niederlagen |
| ---- | ---- | --------------- | ------------------ | --- | -------- | ----- | ----------- |
| Peru | 1.   | Diego Elías     | 19. November 1996  | 3   | 7        | 7     | ―           |
| Peru | 2.   | Rafael Gálvez   | 12. September 2000 | ―   | 7        | 1     | 6           |
| Peru | 3.   | Alonso Escudero | 29. Januar 1992    | ―   | 7        | 4     | 3           |

### Italien
| Italien | Rang | Name                  | Geburtsdatum      | WRL | Einsätze | Siege | Niederlagen |
| ------- | ---- | --------------------- | ----------------- | --- | -------- | ----- | ----------- |
| Italien | 1.   | Omar Zaki Masoud      | 20. Mai 2006      | 928 | 7        | 1     | 6           |
| Italien | 2.   | Filippo Conti         | 14. April 2007    | 553 | 6        | 1     | 5           |
| Italien | 3.   | Lorenzo Staurengo     | 24. Dezember 2005 | 542 | 6        | 1     | 5           |
| Italien | 4.   | Daniele De Bartolomeo | ―                 | ―   | 1        | ―     | 1           |